# Abu Firász
Abu Firász al-Hárisz ibn Szaíd al-Hamdáni (arab betűkkel أبو فراس الحارث بن سعيد بن حمدان الحمداني – Abū Firās al-Ḥāriṯ ibn Saʿīd al-Ḥamdānī; Moszul, 932 – Szadad, 968. április 4.) az egyik legjelesebb középkori arab költő, a Hamdánida-dinasztia sarja volt.

## Élete
Abu Firász apja, Szaíd ibn Hamdán fivéreihez hasonlóan katonai karriert futott be, volt többek között Nihávand, Vászit és Nahraván katonai parancsnoka, közben harcolt Irakban a karmatik, Azerbajdzsánban Júszuf ibn Abi sz-Szádzs és a Hidzsázban a zarándoklatot fosztogató beduinok ellen, ráadásul maga is megbecsült költő volt. Szaídot 935-ben, Abu Firász háromesztendős korában a moszuli helytartóság megszerzéséért kirobbant küzdelemben gyilkoltatta meg Szaíd unokaöccse, a később Nászir ad-Daula néven ismert al-Haszan ibn Abdalláh. Abu Firász végül utóbbi testvére, Szajf ad-Daula Ali aleppói emír mellett futott be nagy karriert: neki köszönhetően korán, tizenhat évesen Harrán és Manbidzs emírje lett.
Ilyen minőségben hadi babérokat is szerzett: 948-ban és 954-ben nagybátyja oldalán harcolt a folyton lázongó nomád törzsek ellen, de több alkalommal egyedül vezette seregét győzelemre a fosztogató beduinok felett. Feltehetően már 948 tavaszán harcolt a betörő bizánciak ellen, ekkor győzelmet aratott a dzsulbáti csatában. Szajf ad-Daula mellett részt vett a vereséggel végződő 950-es anatóliai hadjáratban, 956 májusában pedig ő helyettesítette nagybátyját Aleppó élén. Ebben a hónapban egy vár felújításával megbízott veje a betörő bizánciak fogságba esett, ő pedig egészen a fontos határvárig, Maarasig üldözte a támadókat, mindhiába. 958 őszén hősiesen harcolt az előőrsben a vesztes raabáni csata során, ahol számos fivére fogságba esett.
959-ben fogságba esett, és először az Eufrátesz melletti Harsanában tartották fogva, ahonnan 962-ben megszökött. Hamarosan ismét elfogták, és ezúttal Konstantinápolyban őrizték. A 965-től zajló béketárgyalások egyik fő közvetítője volt. 966 januárjában engedték szabadon, de visszatérve nem régi felső-mezopotámiai tartományaiba nevezték ki, hanem a közép-szíriai Homsz parancsnoka lett. Nagybátyja 967-es halálát követően annak fia – egyébként Abu Firász unokaöccse –, az ifjú Szaad ad-Daula Saríf szerezte meg az emírséget, aki ellen Abu Firász 968 elején fellázadt, melynek során megölte a homszi kádit, hogy megszerezze a vagyonát, és nagy összegeket szedett be a lakosságtól. A központi csapatok rövidesen kivonultak ellene, és a Homsz és Damaszkusz között fekvő Szadadnál legyőzték, megölték és holttestét lefejezték. Csak napok múlva temették el arra járó beduinok.

## Munkássága
Első ismert versei klasszikus kaszídák. Több verset is írt a barátságról és a szerelemről, illetve számos költeményét nagybátyja hadi vállalkozásainak dicsőítésére szentelte. Ezekben nagy hangsúlyt kap saját hősiessége is. Legszebb költeményei a bizánci fogságban írott elégiák, az „ar-Rúmijját” („A bizánci [versek]”). Verseire az egyenes, őszinte hang jellemző. Költeményei történeti forrásként is rendkívüli jelentőséggel bírnak.